# Leuchttonne

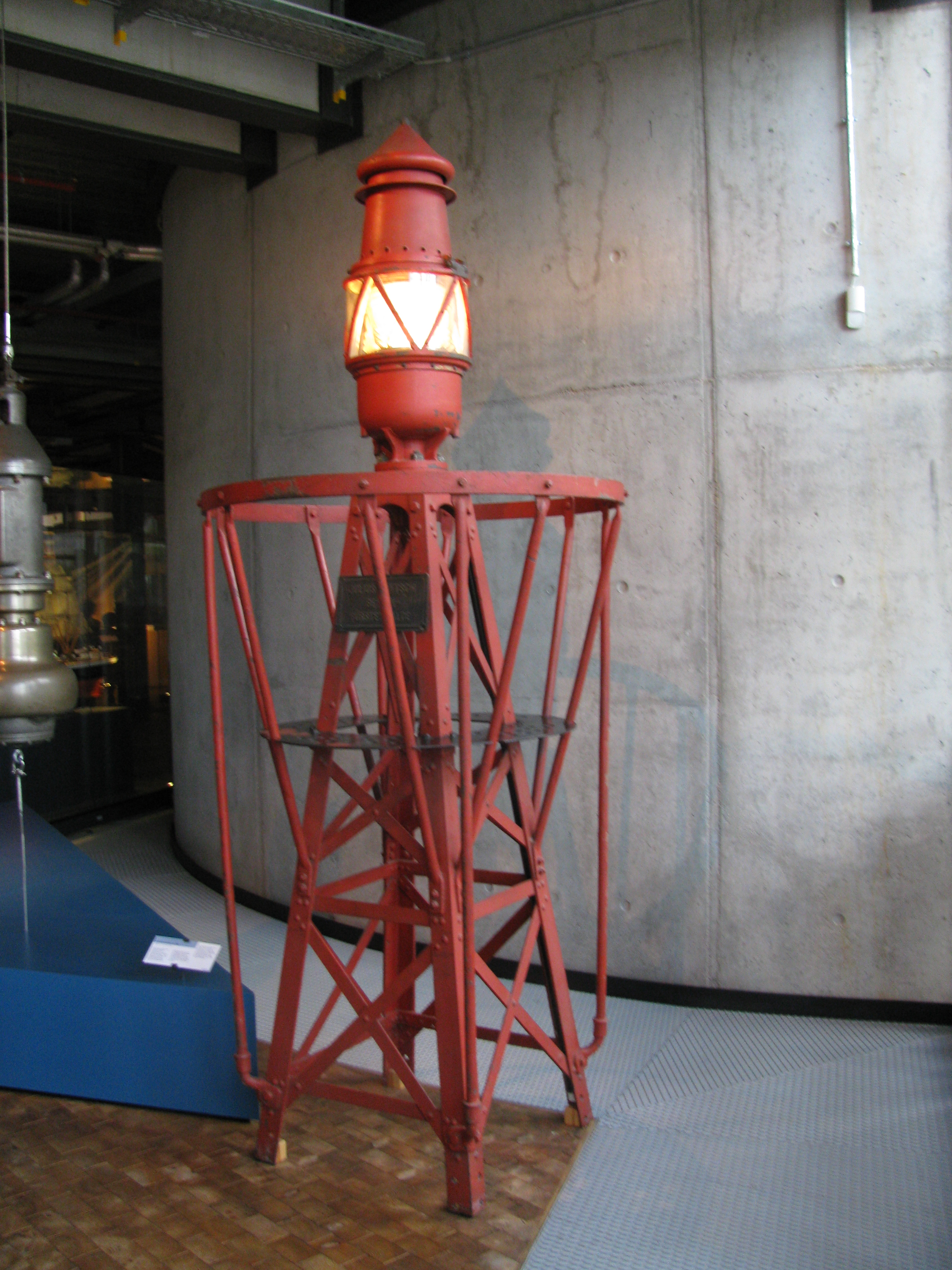
Leuchttonnenaufbau der Firma Julius Pintsch

Eine Leuchttonne ist ein schwimmendes, leuchtendes Schifffahrtszeichen.
Die Tonnen markieren durch Blinklichter in verschiedenen Farben und Rhythmen Haupt- und Nebenfahrwasser, Warn- und Sperrgebiete oder Untiefen. Ihre Position halten sie durch stählerne Ankerketten mit Betonsteinen. Insgesamt befinden sich in der deutschen Nord- und Ostsee heute ungefähr 1000 Leuchttonnen, die hier von der Wasserstraßen- und Schifffahrtsverwaltung des Bundes betrieben werden.
Die erste nutzbare Leuchttonne wurde 1876 bei St. Petersburg von Julius Pintsch getestet, der bis in die Zwanziger Jahre das Patent und somit das Monopol auf gasbetriebene Leuchttonnen deutscher Fertigung hielt, und diese seit 1878/79 serienmäßig produzierte. Als Brennmittel diente Flüssiggas, etwa Fettgas, Ölgas oder Blaugas, das etwa fünf Monate Betrieb gewährleistete und fünf bis sechs Seemeilen weit sichtbar war. Seit den 1950er Jahren wird Propangas eingesetzt. Der Gasvorrat von etwa 300 kg reichte – abhängig vom Hellzeit-Anteil der Kennung – für einen durchgängigen Betrieb von etwa 18 Monaten. Die Nachfüllung erfolgte von einem Schiff aus, von dem das Gas in den Schwimmkörper der Leuchttonne gepumpt wurde. Die Aufbauten dienen zur Anbringung der Blink- bzw. Signallichter. Die gasbetriebenen Tonnen werden seit dem Beginn des 21. Jahrhunderts schrittweise von photovoltaischen Solar-Leuchttonnen abgelöst, die eine Lebensdauer von drei bis fünfzehn Jahren haben und außerdem umweltfreundlicher und weniger gefährlich sind, da eine Gastonne bei einem Zusammenstoß mit einem Schiff explodieren kann. Da zu Beginn der Umrüstung zwar die Solarpanele genügend Energie lieferten, jedoch die zur Verfügung stehenden LEDs nicht hell genug waren, wurden auch einige Tonnen mit herkömmlichen Leuchtmitteln (Glühlampen) und einem integrierten 6-fach-Leuchtmittelwechsler gebaut. Einige Leuchttonnen wurden auch von Land mit einem Stromkabel elektrisch versorgt.
Bei der neuesten Generation der Leuchttonnen wird die Befeuerung durch einen kompakten Solaraufsatz (SKA – Solar-Kompaktaufsatz) bewerkstelligt. Dieser integriert alle notwendigen Bauteile (Akku, Solar-Laderegler, DC-Verteiler, Lichtsignal, elektronische Regelung etc.) in einem Gehäuse. Besonders in der Ostsee kommen Leuchttonnen mit einer Schnellwechselkupplung zum Einsatz, die eine Wartung auch durch kleinere Schiffe erlauben, die nicht die ganze Tonne an Bord holen können. Zudem sind alle modernen Tonnen heute über Infrarot (2–5 m Reichweite) sowie über Funk (Reichweite ca. 100 m) fernsteuerbar. Hierbei dient der Infrarotsender zur Programmierung und der Funksender zum Testen der Tonne aus größerer Entfernung.

## Technische Daten des SKA
Allgemein

Temperaturbereich: −25 °C bis + 40 °C

Abmessungen: Durchmesser 1.000 mm, Höhe 1.320 mm

Gewicht: 240 kg

Batterie

Batterietyp: Ortsfester verschlossener (VRLA) Bleiakkumulator,
6 Zellen mit GEL-Elektrolyt, Dryfit-Technologie,
wartungsfrei

Brauchbarkeitsdauer: ≥ 15 Jahre

Nennspannung: 12 V (6 Zellen à 2 V)
Nennkapazität: 240 Ah (100-stündig)

Solarversorgung

Solarmodul: 4× 30 Wp, je 36 Einzelzellen
Solarladeregler: SLR2020 BV21, Fa. Uhlmann Solarelectronic
DC-Verteiler: DP 1010 SBS, Fa. Uhlmann Solarelectronic

Seelaterne

Seelaternentyp: MB3, Trade Wind Energy GmbH
Versorgungsspannung: 11 V bis 18 V / max. 3,6 W

Nennlichtstärken: Rot: 40 cd, Grün: 40 cd, Gelb: 30 cd